# Copholandrevus
Copholandrevus is een geslacht van rechtvleugeligen uit de familie krekels (Gryllidae). De wetenschappelijke naam van dit geslacht is voor het eerst geldig gepubliceerd in 1925 door Lucien Chopard.

## Soorten
Het geslacht Copholandrevus omvat de volgende soorten:
- Copholandrevus australicus Chopard, 1925
- Copholandrevus brevicauda Chopard, 1930